# 无茎粟米草
无茎粟米草（学名：Mollugo nudicaulis）为番杏科粟米草属下的一个种。

## 扩展阅读
- 維基物種上的相關：无茎粟米草